# Verschil van twee kwadraten
In de wiskunde is het verschil van of tussen twee kwadraten het resultaat van twee kwadraten, die van elkaar zijn afgetrokken. Ieder verschil tussen kwadraten kan worden geschreven als een identiteit, namelijk:
{\displaystyle a^{2}-b^{2}=(a+b)(a-b)}
Deze identiteit wordt een merkwaardig product genoemd.
Het verschil van twee kwadraten wordt gekenmerkt door een symmetrische uitwerking die het rekenen vergemakkelijkt. Deze uitwerking wordt vaak gebruikt bij het hoofdrekenen: 98 × 102 kan bijvoorbeeld gemakkelijk worden berekend door (100-2) × (100+2) = 100² - 2² = 10000 - 4 = 9996.

## Generalisaties
- De identiteit geldt ook in inwendig-productruimten, zoals voor het inwendige product van euclidische vectoren:

{\displaystyle {\mathbf {a} }\cdot {\mathbf {a} }-{\mathbf {b} }\cdot {\mathbf {b} }=({\mathbf {a} }+{\mathbf {b} })\cdot ({\mathbf {a} }-{\mathbf {b} })}
- In contante waardeberekeningen wordt van het volgende merkwaardige product gebruikgemaakt:
  - {\displaystyle a^{n}-b^{n}=(a-b)\times (a^{n-1}+a^{n-2}b\,\,+\,\,..+\,\,b^{n-1})} of
  - {\displaystyle a^{n}-b^{n}=\left(a-b\right)\left(\sum _{k=0}^{n-1}a^{n-1-k}b^{k}\right)},

door voor {\displaystyle a} de waarde 1 te nemen en daarna de vergelijking zo te schrijven, dat die voor de nodige toepassing geschikt is.
- overigens voor oneven {\displaystyle n}:
  - {\displaystyle a^{n}+b^{n}=(a+b)\times (a^{n-1}-a^{n-2}b\,\,+\,\,..+\,\,b^{n-1})}

bijvoorbeeld:
- {\displaystyle a^{3}+b^{3}=(a+b)\times (a^{2}-ab+b^{2})}